# Макаревич, Захарий Лаврентьевич
Заха́рий Лавре́нтьевич Макаре́вич (1875 — ?) — крестьянин, депутат Государственной думы II созыва от Гродненской губернии.

## Биография
По национальности белорус. Крестьянин деревни Полотково Гродненского уезда Гродненской губернии. Имел начальное образование. В момент выборов в Думу оставался беспартийным. Занимался земледелием на собственном наделе. Политические взгляды определялись как умеренные.
6 февраля 1907 году избран в Государственную думу II созыва от общего состава выборщиков Гродненского губернского избирательного собрания. В Думе так и не вошёл ни в одну из фракций, оставшись беспартийным.
Дальнейшая судьба и дата смерти неизвестны.

### Архивы
- Российский государственный исторический архив. Фонд 1278. Опись 1 (2-й созыв). Дело 256; Дело 591. Лист 28.